# Temporada 2022 de la Copa Mundial de Turismos
La temporada 2022 de la Copa Mundial de Turismos fue la quinta y última edición de dicho campeonato, regulado y aprobado por la Federación Internacional del Automóvil (FIA), como la clase más alta de competición para turismos. Comenzó en mayo en el circuito de Pau-Ville (Francia) y finalizará en noviembre en el circuito de la Corniche de Yeda (Arabia Saudita). En octubre de ese año, se anunció que el campeonato no se disputará en 2023.

## Equipos y pilotos
| Equipo                                       | Auto                         | N.º | Pilotos           | C | Rondas   | Ref.   |
| -------------------------------------------- | ---------------------------- | --- | ----------------- | - | -------- | ------ |
| BRC Hyundai N Squadra Corse                  | Hyundai Elantra N TCR (2021) | 5   | Norbert Michelisz |   | Todas    | [ 2 ]  |
| BRC Hyundai N Squadra Corse                  | Hyundai Elantra N TCR (2021) | 96  | Mikel Azcona      |   | Todas    | [ 2 ]  |
| Engstler Honda Type R Liqui Moly Racing Team | Honda Civic Type-R TCR (FK8) | 9   | Attila Tassi      |   | Todas    | [ 3 ]  |
| Engstler Honda Type R Liqui Moly Racing Team | Honda Civic Type-R TCR (FK8) | 18  | Tiago Monteiro    |   | Todas    | [ 3 ]  |
| Cyan Performance Lynk & Co                   | Lynk & Co 03 TCR             | 11  | Thed Björk        |   | 1-6      | [ 4 ]  |
| Cyan Performance Lynk & Co                   | Lynk & Co 03 TCR             | 12  | Santiago Urrutia  |   | 1-6      | [ 4 ]  |
| Cyan Performance Lynk & Co                   | Lynk & Co 03 TCR             | 55  | Ma Qing Hua       |   | 1-6      | [ 4 ]  |
| Comtoyou Team Audi Sport                     | Audi RS3 LMS TCR (2021)      | 16  | Gilles Magnus     |   | Todas    | [ 5 ]  |
| Comtoyou Team Audi Sport                     | Audi RS3 LMS TCR (2021)      | 25  | Mehdi Bennani     | T | 1-8      | [ 5 ]  |
| Comtoyou Team Audi Sport                     | Audi RS3 LMS TCR (2021)      | 72  | Franco Girolami   | T | 9        | [ 5 ]  |
| Comtoyou DHL Team Audi Sport                 | Audi RS3 LMS TCR (2021)      | 17  | Nathanaël Berthon |   | Todas    | [ 5 ]  |
| Comtoyou DHL Team Audi Sport                 | Audi RS3 LMS TCR (2021)      | 32  | Tom Coronel       | T | Todas    | [ 5 ]  |
| ALL-INKL.COM Münnich Motorsport              | Honda Civic Type-R TCR (FK8) | 29  | Néstor Girolami   |   | Todas    | [ 3 ]  |
| ALL-INKL.COM Münnich Motorsport              | Honda Civic Type-R TCR (FK8) | 86  | Esteban Guerrieri |   | Todas    | [ 3 ]  |
| Zengő Motorsport                             | Cupra León Competición TCR   | 66  | Bence Boldizs     | T | 8        | [ 6 ]  |
| Zengő Motorsport                             | Cupra León Competición TCR   | 79  | Robert Huff       | T | 1-7, 9   | [ 7 ]  |
| Zengő Motorsport                             | Cupra León Competición TCR   | 99  | Dániel Nagy       | T | 1-5, 7-9 | [ 7 ]  |
| Cyan Racing Lynk & Co                        | Lynk & Co 03 TCR             | 68  | Yann Ehrlacher    |   | 1-6      | [ 4 ]  |
| Cyan Racing Lynk & Co                        | Lynk & Co 03 TCR             | 100 | Yvan Muller       |   | 1-6      | [ 4 ]  |
| Invitados                                    |                              |     |                   |   |          |        |
| Comtoyou Racing                              | Audi RS3 LMS TCR (2021)      | 24  | Ahmed BinKhanen   |   | 9        | [ 8 ]  |
| Comtoyou Racing                              | Audi RS3 LMS TCR (2021)      | 72  | Franco Girolami   |   | 8        | [ 9 ]  |
| Comtoyou Team Audi Sport                     | Audi RS3 LMS TCR (2021)      | 64  | Éric Cayrolle     |   | 1        | [ 10 ] |
| Comtoyou PSS Team Audi Sport                 | Audi RS3 LMS TCR (2021)      | 110 | Viktor Davidovski |   | 8-9      | [ 9 ]  |
| BRC Hyundai N Racing Team                    | Hyundai Elantra N TCR (2021) | 88  | Nick Catsburg     |   | 8-9      | [ 11 ] |

| Icono | C                         |
| ----- | ------------------------- |
| T     | Elegible para WTCR Trophy |

## Calendario
El calendario preliminar de carreras fue publicado por la administración del campeonato el 26 de noviembre de 2021.
| Ronda | Nombre de carrera            | Circuito                                          | Fecha              |
| ----- | ---------------------------- | ------------------------------------------------- | ------------------ |
| 1     | Carrera de Francia           | Circuito de Pau-Ville                             | 7-8 de mayo        |
| 2     | Carrera de Alemania          | Nürburgring Nordschleife, Nürburg                 | 26-28 de mayo      |
| 3     | Carrera de Hungría           | Hungaroring, Mogyoród                             | 11-12 de junio     |
| 4     | Carrera de España            | MotorLand Aragón, Alcañiz                         | 25-26 de junio     |
| 5     | Carrera de Portugal          | Circuito Internacional de Vila Real, Vila Real    | 2-3 de julio       |
| 6     | Carrera de Italia            | Autódromo de Vallelunga Piero Taruffi, Vallelunga | 23-24 de julio     |
| 7     | Carrera de Alsacia Gran Este | Anneau du Rhin, Biltzheim                         | 6-7 de agosto      |
| 8     | Carrera de Baréin            | Circuito Internacional de Baréin, Sakhir          | 10-12 de noviembre |
| 9     | Carrera de Arabia Saudita    | Circuito de la Corniche de Yeda, Yeda             | 26-27 de noviembre |

Las siguientes etapas fueron canceladas debido a la invasión rusa de Ucrania de 2022 y problemas logísticos en Asia.
| Nombre de carrera          | Circuito                                 | Fecha              |
| -------------------------- | ---------------------------------------- | ------------------ |
| Carrera de República Checa | Autódromo de Most, Most                  | 9-10 de abril      |
| Carrera de Rusia           | Autódromo de Sochi, Sochi                | 6-7 de agosto      |
| Carrera de Corea del Sur   | Inje Speedium, Inje                      | 8-9 de octubre     |
| Carrera de China           | Circuito Internacional de Ningbó, Ningbó | 5-6 de noviembre   |
| Carrera de Macao           | Circuito da Guia, Macao                  | 18-20 de noviembre |

## Resultados por carrera
| Ronda | Ronda | Ronda                        | Pole Position     | Vuelta rápida       | Piloto ganador      | Equipo ganador                  | Ganador WTCR Trophy | Resultados |
| ----- | ----- | ---------------------------- | ----------------- | ------------------- | ------------------- | ------------------------------- | ------------------- | ---------- |
| 1     | 1     | Carrera de Francia           | Néstor Girolami   | Robert Huff         | Néstor Girolami     | ALL-INKL.COM Münnich Motorsport | Mehdi Bennani       | Resultados |
| 1     | 2     | Carrera de Francia           |                   | Mikel Azcona        | Mikel Azcona        | BRC Hyundai N Squadra Corse     | Robert Huff         | Resultados |
| 2     | 3     | Carrera de Alemania          | Mehdi Bennani     | Carreras canceladas | Carreras canceladas | Carreras canceladas             | Carreras canceladas | Resultados |
| 2     | 4     | Carrera de Alemania          |                   | Carreras canceladas | Carreras canceladas | Carreras canceladas             | Carreras canceladas | Resultados |
| 3     | 5     | Carrera de Hungría           | Mikel Azcona      | Mikel Azcona        | Mikel Azcona        | BRC Hyundai N Squadra Corse     | Robert Huff         | Resultados |
| 3     | 6     | Carrera de Hungría           |                   | Robert Huff         | Santiago Urrutia    | Cyan Performance Lynk & Co      | Robert Huff         | Resultados |
| 4     | 7     | Carrera de España            | Gilles Magnus     | Gilles Magnus       | Gilles Magnus       | Comtoyou Team Audi Sport        | Robert Huff         | Resultados |
| 4     | 8     | Carrera de España            |                   | Robert Huff         | Mikel Azcona        | BRC Hyundai N Squadra Corse     | Robert Huff         | Resultados |
| 5     | 9     | Carrera de Portugal          | Santiago Urrutia  | Santiago Urrutia    | Santiago Urrutia    | Cyan Performance Lynk & Co      | Robert Huff         | Resultados |
| 5     | 10    | Carrera de Portugal          |                   | Robert Huff         | Robert Huff         | Zengő Motorsport                | Robert Huff         | Resultados |
| 6     | 11    | Carrera de Italia            | Néstor Girolami   | Nathanaël Berthon   | Néstor Girolami     | ALL-INKL.COM Münnich Motorsport | Tom Coronel         | Resultados |
| 6     | 12    | Carrera de Italia            |                   | Gilles Magnus       | Gilles Magnus       | Comtoyou Team Audi Sport        | Robert Huff         | Resultados |
| 7     | 13    | Carrera de Alsacia Gran Este | Néstor Girolami   | Esteban Guerrieri   | Nathanaël Berthon   | Comtoyou DHL Team Audi Sport    | Robert Huff         | Resultados |
| 7     | 14    | Carrera de Alsacia Gran Este |                   | Mikel Azcona        | Robert Huff         | Zengő Motorsport                | Robert Huff         | Resultados |
| 8     | 15    | Carrera de Baréin            | Mikel Azcona      | Norbert Michelisz   | Mikel Azcona        | BRC Hyundai N Squadra Corse     | Tom Coronel         | Resultados |
| 8     | 16    | Carrera de Baréin            |                   | Norbert Michelisz   | Norbert Michelisz   | BRC Hyundai N Squadra Corse     | Tom Coronel         | Resultados |
| 9     | 17    | Carrera de Arabia Saudita    | Nathanaël Berthon | Nathanaël Berthon   | Nathanaël Berthon   | Comtoyou Team Audi Sport        | Tom Coronel         | Resultados |
| 9     | 18    | Carrera de Arabia Saudita    |                   | Gilles Magnus       | Gilles Magnus       | Comtoyou Team Audi Sport        | Robert Huff         | Resultados |

## Puntuaciones
| Pos.              | 1.º           | 2.º           | 3.º           | 4.º           | 5.º           | 6.º           | 7.º           | 8.º           | 9.º           | 10.º          | 11.º          | 12.º          | 13.º          | 14.º          | 15.º          |
| Clasificación     | Clasificación | Clasificación | Clasificación | Clasificación | Clasificación | Clasificación | Clasificación | Clasificación | Clasificación | Clasificación | Clasificación | Clasificación | Clasificación | Clasificación | Clasificación |
| ----------------- | ------------- | ------------- | ------------- | ------------- | ------------- | ------------- | ------------- | ------------- | ------------- | ------------- | ------------- | ------------- | ------------- | ------------- | ------------- |
| Pts.              | 10            | 8             | 6             | 4             | 2             |               |               |               |               |               |               |               |               |               |               |
| Carrera principal |               |               |               |               |               |               |               |               |               |               |               |               |               |               |               |
| Pts.              | 30            | 23            | 19            | 16            | 14            | 12            | 10            | 8             | 7             | 6             | 5             | 4             | 3             | 2             | 1             |
| Carrera sprint    |               |               |               |               |               |               |               |               |               |               |               |               |               |               |               |
| Pts.              | 25            | 20            | 16            | 13            | 11            | 10            | 9             | 8             | 7             | 6             | 5             | 4             | 3             | 2             | 1             |

### WTCR Trophy
| Pos.          | 1.º | 2.º | 3.º | 4.º | 5.º | VR |  |  |  |  |  |
| Clasificación |     |     |     |     |     |    |  |  |  |  |  |
| Pts.          | 1   |     |     |     |     |    |  |  |  |  |  |
| Carrera       |     |     |     |     |     |    |  |  |  |  |  |
| Pts.          | 10  | 8   | 5   | 3   | 1   | 1  |  |  |  |  |  |

## Clasificaciones

### Campeonato de Pilotos
| Pos.                            | Piloto            | FRA | FRA | ALE | ALE | HUN | HUN | ESP | ESP | POR | POR | ITA | ITA | ALS | ALS | BHR | BHR | SAU | SAU | Pts. |
| ------------------------------- | ----------------- | --- | --- | --- | --- | --- | --- | --- | --- | --- | --- | --- | --- | --- | --- | --- | --- | --- | --- | ---- |
| 1                               | Mikel Azcona      | 64  | 1   | C5  | C   | 1   | 8   | 3   | 1   | 8   | 3   | 2   | 3   | 3   | 3   | 1   | 4   | 62  | 3   | 337  |
| 2                               | Néstor Girolami   | 1   | 7   | C   | C   | 74  | 3   | 12  | 12  | 3   | 9   | 1   | 5   | 21  | 7   | 43  | 9   | 10  | 8   | 254  |
| 3                               | Nathanaël Berthon | 163 | 4   | C   | C   | 3   | 12  | 42  | 8   | 10  | Ret | 9   | 2   | 12  | 8   | 32  | 5   | 1   | Ret | 240  |
| 4                               | Norbert Michelisz | 9   | Ret | C   | C   | 12  | 4   | 6   | Ret | 4   | 5   | 4   | 4   | 4   | 4   | 24  | 1   | 24  | 4   | 222  |
| 5                               | Gilles Magnus     | 85  | Ret | C2  | C   | 41  | 7   | 1   | 14  | Ret | 13  | 3   | 1   | 75  | 5   | Ret | Ret | 53  | 1   | 210  |
| 6                               | Robert Huff       | 12  | 8   | C   | C   | 6   | 2   | 23  | 2   | 6   | 1   | 8   | 6   | 5   | 1   |     |     | 9   | 5   | 210  |
| 7                               | Esteban Guerrieri | 2   | 5   | C   | C   | 95  | 10  | 11  | 11  | Ret | Ret | 73  | 10  | 104 | 10  | 8   | 2   | 11  | 11  | 149  |
| 8                               | Santiago Urrutia  | 7   | 2   | C3  | C   | 8   | 1   | 8   | 3   | 1   | 10  | DNS | DNS | WD  | WD  |     |     |     |     | 137  |
| 9                               | Yann Ehrlacher    | 4   | 15  | C4  | C   | 2   | 6   | 54  | 5   | 2   | 8   | DNS | DNS | WD  | WD  |     |     |     |     | 133  |
| 10                              | Tom Coronel       | 11  | 12  | C   | C   | 15  | 13  | Ret | Ret | 13  | 12  | 6   | 7   | 6   | 11  | 6   | 6   | 35  | 6   | 115  |
| 11                              | Mehdi Bennani     | 10  | Ret | C1  | C   | 13  | Ret | 10  | 9   | 7   | 6   | 10  | 9   | 11  | 2   | 7   | 8   |     |     | 112  |
| 12                              | Ma Qing Hua       | 5   | 3   | C   | C   | 5   | 5   | 13  | 6   | 5   | 7   | DNS | DNS | WD  | WD  |     |     |     |     | 97   |
| 13                              | Attila Tassi      | 17  | 13  | C   | C   | 14  | 14  | Ret | 13  | 9   | 2   | 5   | 8   | Ret | 9   | 96  | Ret | 14  | Ret | 83   |
| 14                              | Yvan Muller       | 3   | 6   | C   | C   | 10  | 9   | 75  | 7   | 14  | 4   | DNS | DNS | WD  | WD  |     |     |     |     | 78   |
| 15                              | Tiago Monteiro    | 15  | 10  | C   | C   | 16  | 15  | 14  | 15  | 11  | Ret | 11  | 11  | 9   | 6   | 12  | 12  | 13  | 9   | 70   |
| 16                              | Dániel Nagy       | 13  | 11  | C   | C   | 17  | Ret | Ret | 4   | 12  | Ret |     |     | 8   | 12  | 11  | 10  | Ret | 7   | 62   |
| 17                              | Thed Björk        | Ret | 9   | C   | C   | 11  | 11  | 9   | 10  | Ret | 11  | DNS | DNS | WD  | WD  |     |     |     |     | 35   |
| 18                              | Franco Girolami   |     |     |     |     |     |     |     |     |     |     |     |     |     |     | 14  | 7   | 4   | Ret | 16   |
| 19                              | Bence Boldizs     |     |     |     |     |     |     |     |     |     |     |     |     |     |     | 13  | 11  |     |     | 12   |
| Inhabilitados para sumar puntos |                   |     |     |     |     |     |     |     |     |     |     |     |     |     |     |     |     |     |     |      |
|                                 | Viktor Davidovski |     |     |     |     |     |     |     |     |     |     |     |     |     |     | 10  | 13  | 8   | 2   |      |
|                                 | Nick Catsburg     |     |     |     |     |     |     |     |     |     |     |     |     |     |     | 5   | 3   | 7   | Ret |      |
|                                 | Ahmed BinKhanen   |     |     |     |     |     |     |     |     |     |     |     |     |     |     |     |     | 12  | 10  |      |
|                                 | Éric Cayrolle     | 14  | 14  |     |     |     |     |     |     |     |     |     |     |     |     |     |     |     |     |      |
| Pos.                            | Piloto            | FRA | FRA | ALE | ALE | HUN | HUN | ESP | ESP | POR | POR | ITA | ITA | ALS | ALS | BHR | BHR | SAU | SAU | Pts. |

| Color     | Resultado                                                               |
| --------- | ----------------------------------------------------------------------- |
| Oro       | Ganador                                                                 |
| Plata     | 2.ª plaza                                                               |
| Bronce    | 3.ª plaza                                                               |
| Verde     | Finalizó en los puntos                                                  |
| Azul      | Finalizó sin puntos                                                     |
| Azul      | NC - No clasificado                                                     |
| Violeta   | Ret - No terminó (Carrera)                                              |
| Rojo      | DNQ - No se clasificó                                                   |
| Negro     | DSQ - Descalificado                                                     |
| Blanco    | DNS - No empezó (carrera)                                               |
| Blanco    | WD - Retirado (fin de semana)                                           |
| Blanco    | C - Carrera cancelada                                                   |
| Sin color | DNP - Inscrito pero no participó                                        |
| Sin color | INJ - Lesionado                                                         |
| Sin color | EX - Excluido                                                           |
| Estado    | Resultado                                                               |
| Negrita   | Pole position                                                           |
| Cursiva   | Vuelta rápida                                                           |
| †         | Abandona, pero clasifica al completar el porcentaje requerido para ello |

### Campeonato de Equipos
| Pos.                            | Equipo                          | N.º | FRA | FRA | ALE | ALE | HUN | HUN | ESP | ESP | POR | POR | ITA | ITA | ALS | ALS | BHR | BHR | SAU | SAU | Pts. |
| ------------------------------- | ------------------------------- | --- | --- | --- | --- | --- | --- | --- | --- | --- | --- | --- | --- | --- | --- | --- | --- | --- | --- | --- | ---- |
| 1                               | BRC Hyundai N Squadra Corse     | 5   | 9   | Ret | C   | C   | 12  | 4   | 6   | Ret | 4   | 5   | 4   | 4   | 4   | 4   | 24  | 1   | 24  | 4   | 559  |
| 1                               | BRC Hyundai N Squadra Corse     | 96  | 64  | 1   | C5  | C   | 1   | 8   | 3   | 1   | 8   | 3   | 2   | 3   | 3   | 3   | 1   | 4   | 62  | 3   | 559  |
| 2                               | ALL-INKL.COM Münnich Motorsport | 29  | 1   | 7   | C   | C   | 74  | 3   | 12  | 12  | 3   | 9   | 1   | 5   | 21  | 7   | 43  | 9   | 10  | 8   | 403  |
| 2                               | ALL-INKL.COM Münnich Motorsport | 86  | 2   | 5   | C   | C   | 95  | 10  | 11  | 11  | Ret | Ret | 73  | 10  | 104 | 10  | 8   | 2   | 11  | 11  | 403  |
| 3                               | Comtoyou DHL Team Audi Sport    | 17  | 163 | 4   | C   | C   | 3   | 12  | 42  | 8   | 10  | Ret | 9   | 2   | 12  | 8   | 32  | 5   | 1   | Ret | 355  |
| 3                               | Comtoyou DHL Team Audi Sport    | 33  | 11  | 12  | C   | C   | 15  | 13  | Ret | Ret | 13  | 12  | 6   | 7   | 6   | 11  | 6   | 6   | 35  | 6   | 355  |
| 4                               | Comtoyou Team Audi Sport        | 16  | 85  | Ret | C2  | C   | 41  | 7   | 1   | 14  | Ret | 13  | 3   | 1   | 75  | 5   | Ret | Ret | 53  | 1   | 338  |
| 4                               | Comtoyou Team Audi Sport        | 25  | 10  | Ret | C1  | C   | 13  | Ret | 10  | 9   | 7   | 6   | 10  | 9   | 11  | 2   | 7   | 8   |     |     | 338  |
| 4                               | Comtoyou Team Audi Sport        | 72  |     |     |     |     |     |     |     |     |     |     |     |     |     |     |     |     | 4   | Ret | 338  |
| 5                               | Zengő Motorsport                | 66  |     |     |     |     |     |     |     |     |     |     |     |     |     |     | 13  | 11  |     |     | 284  |
| 5                               | Zengő Motorsport                | 79  | 12  | 8   | C   | C   | 6   | 2   | 23  | 2   | 6   | 1   | 8   | 6   | 5   | 1   |     |     | 9   | 5   | 284  |
| 5                               | Zengő Motorsport                | 99  | 13  | 11  | C   | C   | 17  | Ret | Ret | 4   | 12  | Ret |     |     | 8   | 12  | 11  | 10  | Ret | 7   | 284  |
| 6                               | Cyan Performance Lynk & Co      | 11  | Ret | 9   | C   | C   | 11  | 11  | 9   | 10  | Ret | 11  | DNS | DNS | WD  | WD  |     |     |     |     | 211  |
| 6                               | Cyan Performance Lynk & Co      | 12  | 7   | 2   | C3  | C   | 8   | 1   | 8   | 3   | 1   | 10  | DNS | DNS | WD  | WD  |     |     |     |     | 211  |
| 6                               | Cyan Performance Lynk & Co      | 55  | 5   | 3   | C   | C   | 5   | 5   | 13  | 6   | 5   | 7   | DNS | DNS | WD  | WD  |     |     |     |     | 211  |
| 7                               | Cyan Racing Lynk & Co           | 68  | 4   | 15  | C4  | C   | 2   | 6   | 54  | 5   | 2   | 8   | DNS | DNS | WD  | WD  |     |     |     |     | 211  |
| 7                               | Cyan Racing Lynk & Co           | 100 | 3   | 6   | C   | C   | 10  | 9   | 75  | 7   | 14  | 4   | DNS | DNS | WD  | WD  |     |     |     |     | 211  |
| 8                               | Liqui Moly Team Engstler        | 9   | 17  | 13  | C   | C   | 14  | 14  | Ret | 13  | 9   | 2   | 5   | 8   | Ret | 9   | 96  | Ret | 14  | Ret | 153  |
| 8                               | Liqui Moly Team Engstler        | 18  | 15  | 10  | C   | C   | 16  | 15  | 14  | 15  | 11  | Ret | 11  | 11  | 9   | 6   | 12  | 12  | 13  | 9   | 153  |
| Inhabilitados para sumar puntos |                                 |     |     |     |     |     |     |     |     |     |     |     |     |     |     |     |     |     |     |     |      |
| -                               | Comtoyou Racing                 | 24  |     |     |     |     |     |     |     |     |     |     |     |     |     |     |     |     | 12  | 10  |      |
| -                               | Comtoyou Racing                 | 72  |     |     |     |     |     |     |     |     |     |     |     |     |     |     | 14  | 7   |     |     |      |
| -                               | Comtoyou Racing                 | 110 |     |     |     |     |     |     |     |     |     |     |     |     |     |     | 10  | 13  | 8   | 2   |      |
| -                               | Comtoyou Team Audi Sport        | 64  | 14  | 14  |     |     |     |     |     |     |     |     |     |     |     |     |     |     |     |     |      |
|                                 | BRC Hyundai N Racing Team       | 88  |     |     |     |     |     |     |     |     |     |     |     |     |     |     | 5   | 3   | 7   | Ret |      |
| Pos.                            | Equipo                          | N.º | FRA | FRA | ALE | ALE | HUN | HUN | ESP | ESP | POR | POR | ITA | ITA | ALS | ALS | BHR | BHR | SAU | SAU | Pts. |

| Color     | Resultado                                                               |
| --------- | ----------------------------------------------------------------------- |
| Oro       | Ganador                                                                 |
| Plata     | 2.ª plaza                                                               |
| Bronce    | 3.ª plaza                                                               |
| Verde     | Finalizó en los puntos                                                  |
| Azul      | Finalizó sin puntos                                                     |
| Azul      | NC - No clasificado                                                     |
| Violeta   | Ret - No terminó (Carrera)                                              |
| Rojo      | DNQ - No se clasificó                                                   |
| Negro     | DSQ - Descalificado                                                     |
| Blanco    | DNS - No empezó (carrera)                                               |
| Blanco    | WD - Retirado (fin de semana)                                           |
| Blanco    | C - Carrera cancelada                                                   |
| Sin color | DNP - Inscrito pero no participó                                        |
| Sin color | INJ - Lesionado                                                         |
| Sin color | EX - Excluido                                                           |
| Estado    | Resultado                                                               |
| Negrita   | Pole position                                                           |
| Cursiva   | Vuelta rápida                                                           |
| †         | Abandona, pero clasifica al completar el porcentaje requerido para ello |

### WTCR Trophy
| Pos. | Piloto          | FRA | FRA | ALE | ALE | HUN | HUN | ESP | ESP | POR | POR | ITA | ITA | ALS | ALS | BHR | BHR | SAU | SAU | Pts. |
| ---- | --------------- | --- | --- | --- | --- | --- | --- | --- | --- | --- | --- | --- | --- | --- | --- | --- | --- | --- | --- | ---- |
| 1    | Robert Huff     | 3   | 1   | C   | C   | 1   | 1   | 1   | 1   | 1   | 1   | 2   | 1   | 1   | 1   |     |     | 3   | 1   | 139  |
| 2    | Tom Coronel     | 2   | 3   | C   | C   | 3   | 2   | Ret | Ret | 4   | 3   | 1   | 2   | 2   | 3   | 1   | 1   | 1   | 2   | 108  |
| 3    | Mehdi Bennani   | 1   | Ret | C   | C   | 2   | Ret | 2   | 3   | 2   | 2   | 3   | 3   | 4   | 2   | 2   | 2   |     |     | 91   |
| 4    | Dániel Nagy     | 4   | 2   | C   | C   | 4   | Ret | Ret | 2   | 3   | Ret |     |     | 3   | 4   | 3   | 3   | Ret | 3   | 51   |
| 5    | Franco Girolami |     |     |     |     |     |     |     |     |     |     |     |     |     |     |     |     | 2   | Ret | 8    |
| 6    | Bence Boldizs   |     |     |     |     |     |     |     |     |     |     |     |     |     |     | 4   | 4   |     |     | 7    |
| Pos. | Piloto          | FRA | FRA | ALE | ALE | HUN | HUN | ESP | ESP | POR | POR | ITA | ITA | ALS | ALS | BHR | BHR | SAU | SAU | Pts. |

| Color     | Resultado                                                               |
| --------- | ----------------------------------------------------------------------- |
| Oro       | Ganador                                                                 |
| Plata     | 2.ª plaza                                                               |
| Bronce    | 3.ª plaza                                                               |
| Verde     | Finalizó en los puntos                                                  |
| Azul      | Finalizó sin puntos                                                     |
| Azul      | NC - No clasificado                                                     |
| Violeta   | Ret - No terminó (Carrera)                                              |
| Rojo      | DNQ - No se clasificó                                                   |
| Negro     | DSQ - Descalificado                                                     |
| Blanco    | DNS - No empezó (carrera)                                               |
| Blanco    | WD - Retirado (fin de semana)                                           |
| Blanco    | C - Carrera cancelada                                                   |
| Sin color | DNP - Inscrito pero no participó                                        |
| Sin color | INJ - Lesionado                                                         |
| Sin color | EX - Excluido                                                           |
| Estado    | Resultado                                                               |
| Negrita   | Pole position                                                           |
| Cursiva   | Vuelta rápida                                                           |
| †         | Abandona, pero clasifica al completar el porcentaje requerido para ello |